# Fursac (entreprise)
Fursac (anciennement Monsieur de Fursac jusqu'en 2000 puis De Fursac jusqu'en 2021) est une entreprise française de prêt-à-porter pour homme créée à Paris en 1973 et installant ses premiers ateliers à Saint-Etienne-de-Fursac dans la Creuse.

## Histoire
En 1973, Monsieur de Fursac est créé par les frères Laufer à Paris.
En 1992, la marque ouvre sa première boutique parisienne au 112, rue de Richelieu, l'ancienne adresse d'un temple du chic parisien du XIXe siècle : le High Life Tailor.
En 2000, Monsieur de Fursac devient De Fursac. La marque commence à collaborer avec des drapiers italiens dont Lanificio Fratelli Cerruti, qui y propose des tissus exclusifs depuis 2010.
En 2012, le FCDE prend 28 % du capital et apporte 11 millions d'euros pour financer le développement de la société.
En juin 2019, la maison-mère des marques de prêt-à-porter Sandro, Maje et Claudie Pierlot (SMCP) négocie le rachat de la totalité de la marque De Fursac afin de se renforcer sur le marché de la mode masculine. Cette acquisition, dont le montant n'a pas été précisé, sera « financée en totalité par de la dette ». En août suivant, l’Autorité de la concurrence autorise le rachat de De Fursac par le groupe SMCP.
Depuis 2021, De Fursac s'appelle Fursac. Gauthier Borsarello est nommé directeur de la création en janvier de la même année.